# Jerome Powell
Jerome Hayden "Jay" Powell (født 4. februar 1953) er en amerikansk advokat og politiker, der siden den 5. februar 2018 har været formand for det amerikanske centralbanksystem (Federal Reserve System), hvor han afløste Janet Yellen. Han har siden den 25. maj 2012 været medlem af centralbankens bestyrelse, udnævnt af præsident Barack Obama og godkendt af Senatet. Powell er medlem af Det Republikanske Parti, og Obamas udnævnelse af Powell var den første siden 1988, hvor en præsident udpegede en person fra et andet parti.
Præsident Donald Trump udnævnte i 2018 Powell til formand, dvs. den øverste leder for Federal Reserve, men har siden flere gange ytret utilfredshed med Powells beslutninger. Powell, der nyder stor tillid i den amerikanske kongres på tværs af de partipolitiske skillelinjer, har fastholdt, at centralbanken er uafhængig og ikke skal rette sig efter præsidentens ønsker. I 2025 har præsident Trump åbent talt om at fyre Powell som centralbankchef, hvilket vil være et centralt angreb på den uafhængighed, som den amerikanske ligesom de fleste andre vestlige centralbanker traditionelt nyder.